# 道の駅大坂城残石記念公園
道の駅大坂城残石記念公園（みちのえき おおさかじょうざんせききねんこうえん）は、香川県小豆郡土庄町にある香川県道26号土庄福田線の道の駅である。
大坂城残石記念公園内に設置されている。

## 主な施設

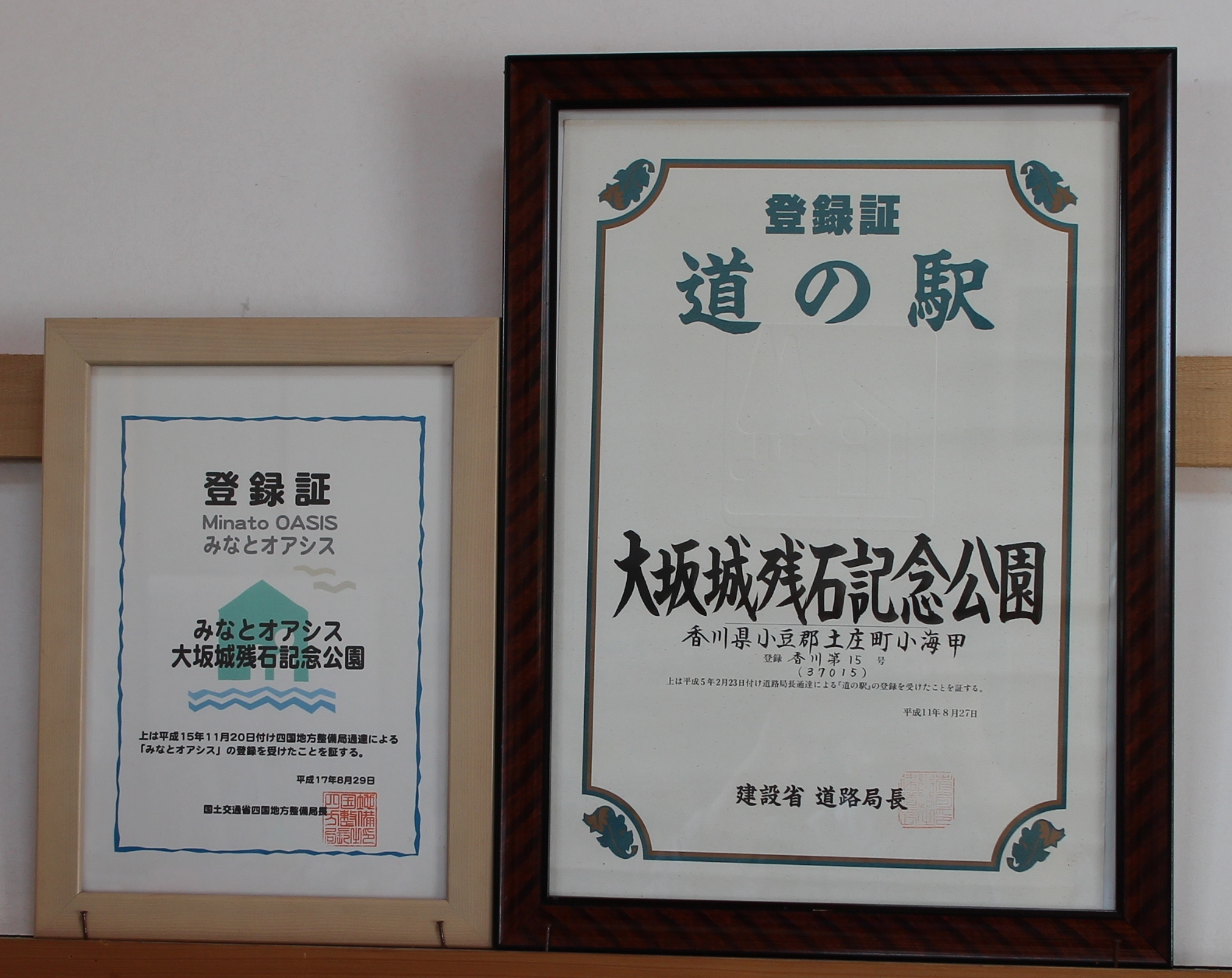
駐車場
  - 普通車：13台
  - 大型車：3台
  - 身障者用：1台
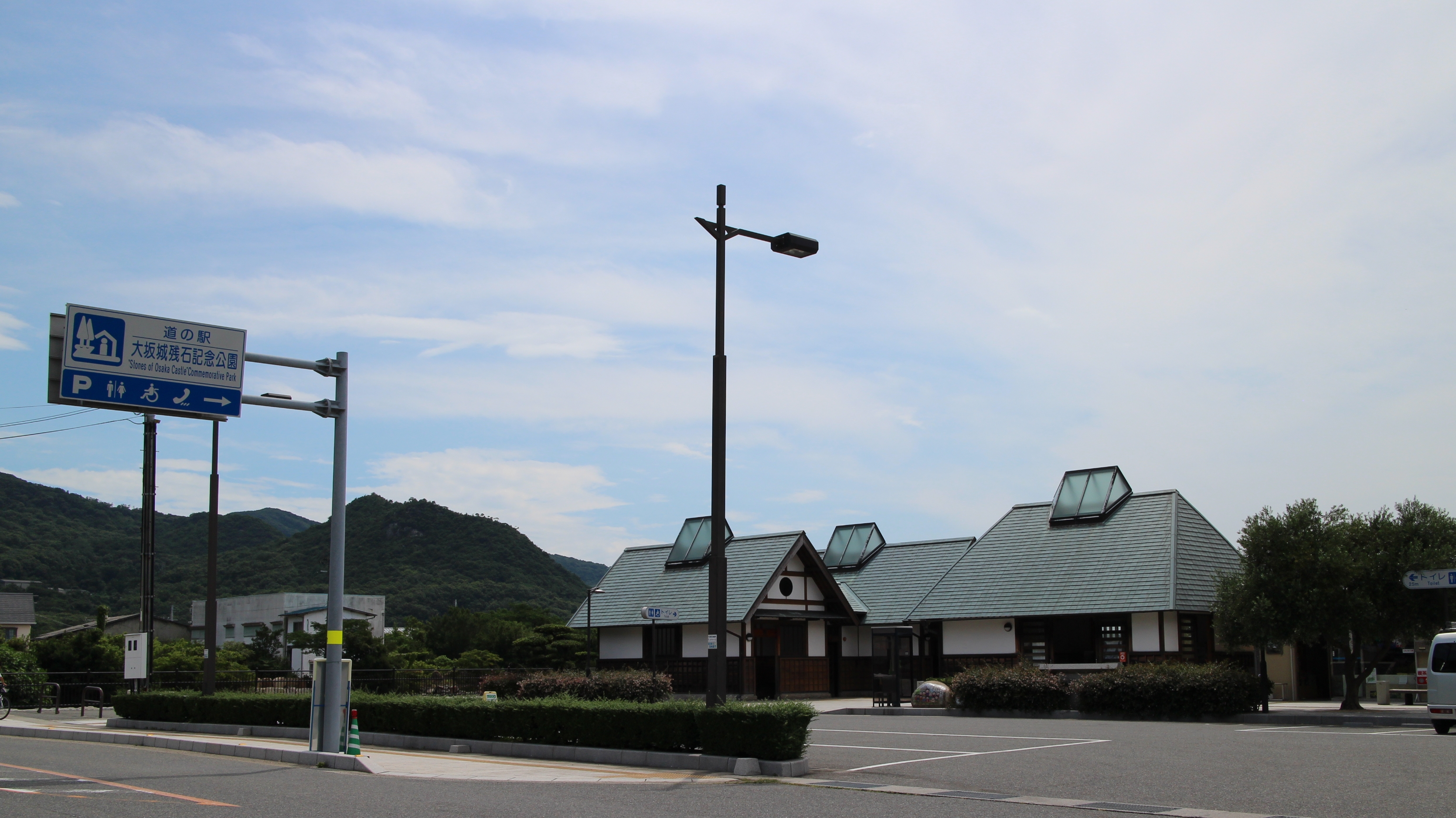
トイレ（いずれも24時間利用可能）
  - 男：大 5器、小 2器
  - 女：7器
  - 身障者用：1器
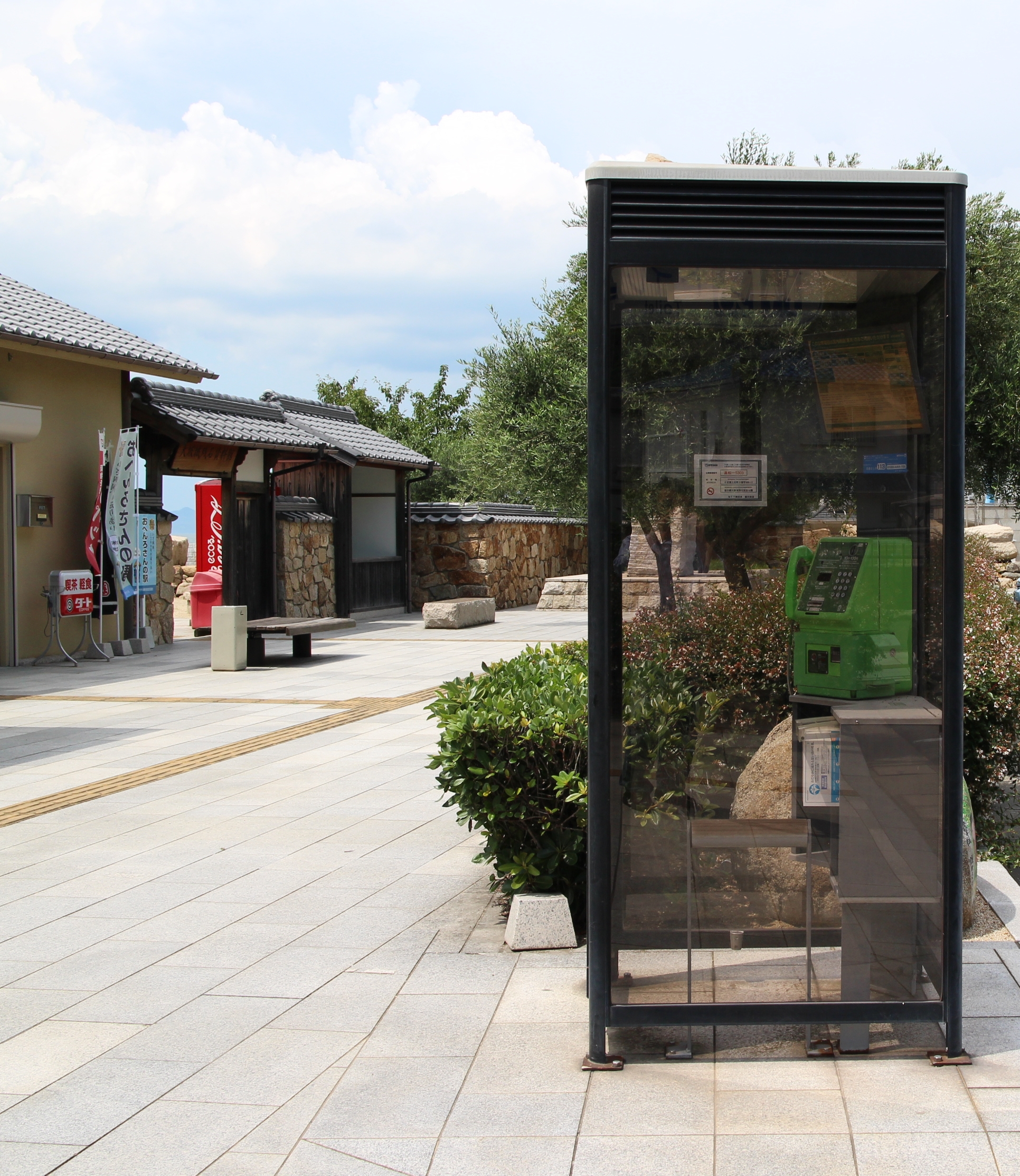
公衆電話
- 残石博物館（9:00 - 17:00）
- 物産コーナー
- AED

- 登録証
- 全景
- 公衆電話

## 休館日
- 年末年始

## アクセス
- 香川県道26号土庄福田線 - 登録路線

## 周辺
- 銚子渓